# Sporocybe resinae
Sporocybe resinae är en svampart som beskrevs av Fr. 1832. Sporocybe resinae ingår i släktet Sporocybe, ordningen Pleosporales, klassen Dothideomycetes, divisionen sporsäcksvampar och riket svampar.   Inga underarter finns listade i Catalogue of Life.